# Agapit
Agapit – imię męskie pochodzenia greckiego. Powstało z gr. Αγαπητός, oznaczającego „drogi, kochany”.
Notowany w źródłach rosyjskich pochodzących z lat 1479–1584 z monastyru sołowieckiego.
Agapit imieniny obchodzi 18 lutego, 16 marca, 22 kwietnia, 18 sierpnia, 20 września.
Znane osoby noszące to imię: 
- Agapit I, papież 535–536;
- Agapit II, papież 946–955;
- Agapit z Palestriny, męczennik (†274);
- Agapito Mosca (1628–1760) – włoski kardynał.